# Carl Gabriel Yorke
Carl Gabriel Yorke, auch bekannt als Gabriel Yorke, (* 23. November 1952 in Burbank, Kalifornien) ist ein US-amerikanischer Schauspieler.

## Leben und Filmrollen
Yorke studierte bei Uta Hagen und trat 1975/76 bei mehreren Tourneen in dem Theaterstück Einer flog über das Kuckucksnest als Ruckly auf.
Bekannt wurde Carl Gabriel Yorke 1980, als er neben Robert Kerman die zentrale Hauptrolle in dem Exploitationfilm Nackt und zerfleischt (Originaltitel: Cannibal Holocaust) spielte. Gemeinsam mit Luca Barbareschi, Francesca Ciardi und Perry Pirkanen zählte Yorke zu den vier Schauspielern, von denen die italienische Polizei annahm, dass sie bei der Entstehung des Kannibalenfilms ermordet worden seien. Der Film war so realistisch, dass Regisseur Ruggero Deodato nur zehn Tage nach seiner Veröffentlichung, in Mailand wegen Mordes verhaftet wurde. Die Schauspieler hatten Verträge unterschrieben, ein Jahr lang nicht in den Medien zu erscheinen, um Gerüchte entstehen zu lassen, der Film sei ein Snuff-Film. Das Gericht war nur davon überzeugt, dass sie am Leben waren, als die Verträge annulliert wurden und die Schauspieler in einer Fernsehshow als Beweis erschienen.
Später spielte Gabriel Yorke eine Gastrolle in der Serie Denver-Clan (1984) sowie von 1983 bis 1984 die Rolle des Berger in der amerikanischen TV-Serie The Paper Chase. Yorke spielte vor allem in TV-Produktionen, u. a. als Detective Sherman in New York Cops – NYPD Blue (1993). Weitere TV-Serien, an denen er beteiligt war, waren Viper, Sirens, Willkommen im Leben und Sliders – Das Tor in eine fremde Dimension.

## Filmografie (Auswahl)
- 1980: Nackt und zerfleischt (Cannibal Holocaust)
- 1993 Mein Vater – Mein Freund
- 1993 Ghost in the Machine
- 1995 Apollo 13
- 1999 Die Killerhand